# Дагради, Дон
Дон ДаГради (англ. Don DaGradi) (1 марта 1911 – 4 августа 1991) — американский сценарист Disney, который начинал как художник по макетам для короткометражных мультфильмов 1940-х годов, включая «Der Fuehrer’s Face» 1943 года.
Впоследствии он перешёл к полнометражным фильмам в качестве сценариста, начиная с мультфильма 1955 года «Леди и Бродяга». ДаГради также работал художником по цвету и моделированию, а также консультантом по сценам во многих других короткометражных и полнометражных фильмов и мультфильмов Disney (Призрак Чёрной Бороды, 1968).
Вместе с Хербом Риманом, Кеном О’Коннором, Терреллом Стэппем, Алом Зинненем, Эрнестом Нордли, Диком Келси и Чарльзом Пейзантом работал арт-директором для «Дамбо» (1941) и художником-постановщиком для «Спящей красавицы» (1959) вместе с Кеном Андерсоном.
Его величайшим достижением стал сценарий к фильму 1964 года «Мэри Поппинс», за который он вместе с Биллом Уолшем был номинирован на премию «Оскар» за лучший адаптированный сценарий и выиграл премию Гильдии сценаристов США за лучший сценарий для мюзикла.
Дон ДаГради умер 4 августа 1991 года в городе Фрайди-Харбор, штат Вашингтон, где жил со своей женой Бетти и двумя детьми. Он был назван легендой Диснея посмертно, всего через несколько месяцев после его смерти.
В фильме 2013 года «Спасти мистера Бэнкса» Дона ДаГради играет актёр Брэдли Уитфорд.

## Фильмография
- Дамбо (1941)
- Олимпийский чемпион (1942)
- Уроки рыболовства (1942)
- Der Fuehrer’s Face (1942)
- Победа над машинами (1943)
- Победа через мощь в воздухе (1943)
- Как стать моряком (1944)
- Три кабальеро (1944)
- Утиная кожа (1945)
- Хоккейные страсти (1945)
- After You've Gone (1946)
- Сыграй мою музыку (1946)
- Песня Юга (1946)
- Бонго (1947)
- Весёлые и беззаботные (1947)
- Время мелодий (1948)
- Джонни-яблочное зернышко (1948)
- Приключения Икабода и мистера Тоада (1949)
- Золушка (1950)
- Отважный машинист (1950)
- Алиса в Стране чудес (1951)
- Сьюзи — маленькая голубая машинка (1952)
- Питер Пэн (1953)
- Мартины и Койсы (1954)
- Леди и Бродяга (1955)
- Спящая красавица (1959)
- Дарби О'Гилл и маленький народ (1959)
- Поллианна (1960)
- Похищенный (1960)
- Ловушка для родителей (1961)
- Отмороженный профессор (1961)
- Сын Флаббера (1963)
- Мэри Поппинс (1964)
- Робин Крузо (1966)
- Призрак Чёрной Бороды (1968)
- Фольксваген-жук (1968)
- Скандальный Джон (1971)
- Набалдашник и метла (1971)